# هاسكيل كوهن
هاسكيل كوهن (بالإنجليزية: Haskell Cohen)‏ هو كاتب أمريكي، ولد في 12 مارس 1914 في ورسستر في الولايات المتحدة، وتوفي في 28 يونيو 2000 في فورت لي في الولايات المتحدة.